# Anchoa mitchilli
Anchoa mitchilli е вид лъчеперка от семейство Engraulidae. Видът е незастрашен от изчезване.

## Разпространение
Разпространен е в Мексико и САЩ.

## Описание
На дължина достигат до 10 cm.
Популацията на вида е стабилна.